# Kim Myeong-sun
Kim Myeong-sun   (Pyongyang, 20 de gener de 1896 - Tòquio, 22 de juny de 1951) fou una novel·lista i poeta coreana de la primeria del segle xx.

## Biografia
Kim Myeong-el seu tingué els pseudònims Tansil (탄실;彈實) i Mangyangcho (망양초;望洋草); nasqué a Pyongyang al 1896. Anà a l'escola femenina Chinmyeong de Seül al 1908. Era bona estudiant; així i tot fou humiliada per la família de son pare, perquè la seua mare era una kisaeng. Deixà l'escola el 1911 i al 1913 se n'anà a Tòquio a estudiar a l'escola femenina Kojimachi. No acabà els seus estudis i torna a Corea per graduar-se a l'escola femenina Sungmyeon. Al 1919 entra en el grup Creació, el primer cercle literari de Corea que organitza Kim Dong-in i altres estudiants coreans a Tòquio. Al 1921 comença a publicar els seus poemes, i des de 1927 fins a 1930 treballa en el cinema. Tingué problemes econòmics i patí una malaltia mental ja en edat avançada. Algunes fonts al·leguen que la malaltia li la provocà una relació amorosa.

## Obra
Debuta al 1917 a una revista editada per Choe Nam-seon, Joventut (정춘), amb una novel·la curta titulada Una noia dubtosa (Uimun-ui sonyeo). Es feu coneguda pels aguts retrats psicològics amb la novel·la curta Gall dindi (Chilmyeonjo), que es publicà en la revista Il·lustració (개벽) al 1921. Continuà publicant fins a 1925. Se sap poc sobre les seues obres perquè, com apunta Kim Yung-Hee, els acadèmics no hi han fet estudis i actualment estan intentant trobar les seues obres perdudes per poder avaluar el lloc que ocupa en la història de les escriptores coreanes de ficció."

## Obres
- Una noia dubtosa (Uimun-ui sonyeo, 1917)
- Gall dindi (Chilmyeonjo, 1921)